# 小斜方截半二十面體欠三側台塔
在几何学中, 小斜方截半二十面體欠三側台塔（英文: tridiminished rhombicosidodecahedron）是约翰逊多面体 (J83)的其中一个。它可由小斜方截半二十面体去除三个五角帳塔構成。
相关的约翰逊多面体:

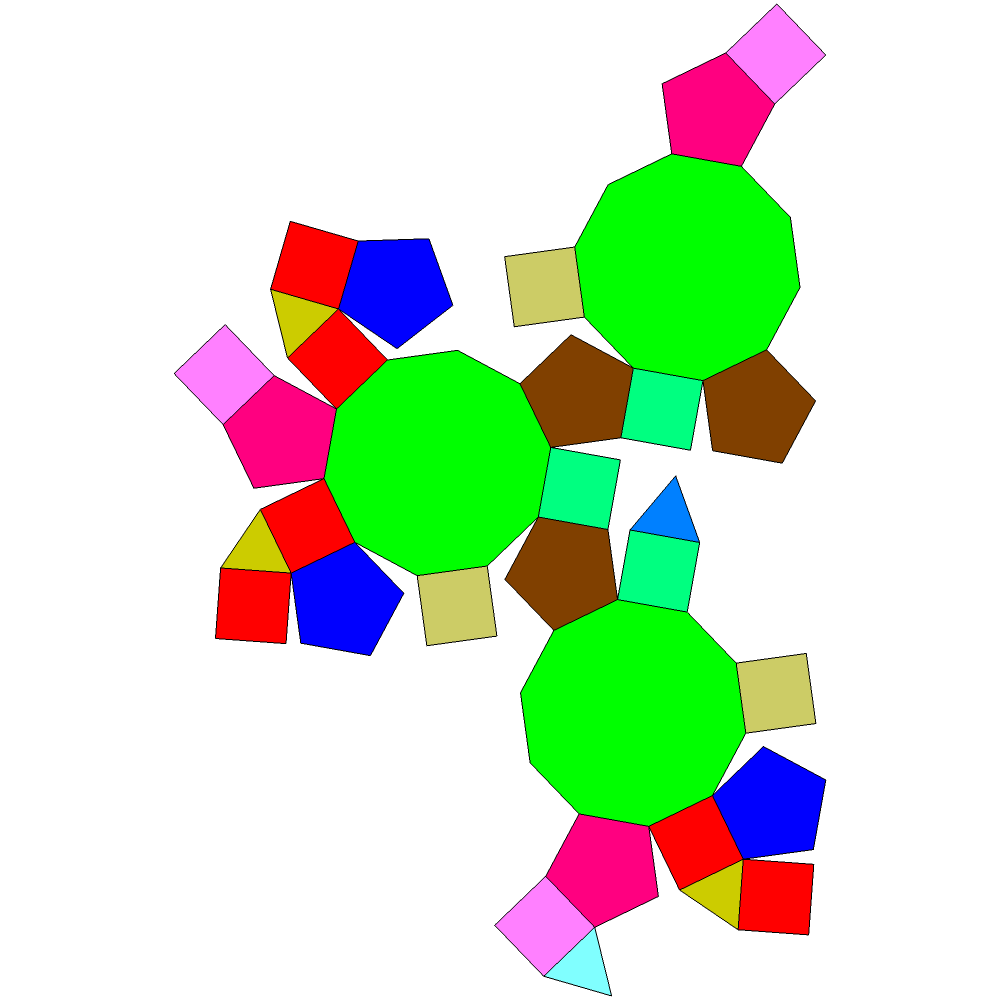
展开图

- J76: 小斜方截半二十面體欠一側台塔（英语：Diminished rhombicosidodecahedron） ，移除圓頂,
- J80: 小斜方截半二十面體欠對二側帳塔 ，移除兩個相對的圓頂, 和
- J81: 小斜方截半二十面體欠鄰二側帳塔（英语：Metabidiminished rhombicosidodecahedron）與兩個非平行的圓頂移除。